# Кубок В'єтнаму з футболу 2018
Кубок В'єтнаму з футболу 2018 — 26-й розіграш кубкового футбольного турніру у В'єтнамі. Титул володаря кубка втретє здобув Бікамікс Біньзионг.

## Календар
| Раунд        | Дата                              | Матчі | Клуби   |
| ------------ | --------------------------------- | ----- | ------- |
| Перший раунд | 8-9 квітня 2018                   | 7     | 23 → 16 |
| 1/8 фіналу   | 28-29 квітня 2018                 | 8     | 16 → 8  |
| 1/4 фіналу   | 11/15 травня 2018                 | 8     | 8 → 4   |
| 1/2 фіналу   | 25 липня/5 вересня, 3 жовтня 2018 | 4     | 4 → 2   |
| Фінал        | 15 жовтня 2018                    | 1     | 2 → 1   |

## Перший раунд
| Команда 1        | Рахунок        | Команда 2          |
| ---------------- | -------------- | ------------------ |
| 8 квітня 2018    |                |                    |
| Біньдінь (2)     | 1:0            | Віеттел (2)        |
| Фіко Тейнінь (2) | 0:1            | Біньфиок (2)       |
| Лонган (2)       | 1:1 пен. 11:10 | Конган Нхенден (2) |
| 9 квітня 2018    |                |                    |
| Хюе (2)          | 1:2            | Санна Кханьхоа     |
| Хоангань Зялай   | 5:0            | Тхан Куангнінь     |
| Ханой            | 0:0 пен. 4:2   | Даклак (2)         |
| Хошимін Сіті     | 1:0            | Донгтхап (2)       |

## 1/8 фіналу
| Команда 1          | Рахунок | Команда 2      |
| ------------------ | ------- | -------------- |
| 28 квітня 2018     |         |                |
| Біньфиок (2)       | 2:0     | Намдінь        |
| Санна Кханьхоа     | 2:1     | Хайфон         |
| Бікамікс Біньзионг | 2:0     | Біньдінь (2)   |
| Куангнам           | 2:3     | Хоангань Зялай |
| Ханой              | 5:0     | Сайгон         |
| 29 квітня 2018     |         |                |
| Тханьхоа           | 2:0     | Лонган (2)     |
| СХБ Дананг         | 4:2     | КСКТ Кантхо    |
| Сонглам Нгеан      | 2:0     | Хошимін Сіті   |

## 1/4 фіналу
| Команда 1         | Заг.    | Команда 2          | 1-й матч | 2-й матч |
| ----------------- | ------- | ------------------ | -------- | -------- |
| 11/15 травня 2018 |         |                    |          |          |
| Хоангань Зялай    | 3:3 (ч) | Ханой              | 2:2      | 1:1      |
| Санна Кханьхоа    | 1:4     | Бікамікс Біньзионг | 0:1      | 1:3      |
| СХБ Дананг        | 1:5     | Сонглам Нгеан      | 1:3      | 0:2      |
| Тханьхоа          | 3:1     | Бікамікс Біньзионг | 2:0      | 1:1      |

## 1/2 фіналу
| Команда 1               | Заг.    | Команда 2          | 1-й матч | 2-й матч |
| ----------------------- | ------- | ------------------ | -------- | -------- |
| 25 липня/5 вересня 2018 |         |                    |          |          |
| Тханьхоа                | 6:3     | Сонглам Нгеан      | 2:3      | 4:0      |
| 25 липня/11 жовтня 2018 |         |                    |          |          |
| Ханой                   | 3:3 (ч) | Бікамікс Біньзионг | 3:3      | 0:0      |

## Фінал
| 15 жовтня 2018 13:00 (EEST) |

| Бікамікс Біньзионг               | 3:1      | Тханьхоа |
| -------------------------------- | -------- | -------- |
| То Вян Вю 16', 61' Хо Сю Гяп 37' | Протокол | Фає 44'  |

| Там Кі Стадіум, Тамкі Глядачів: 4 000 Арбітр: Хоанг Ан Туан |